# Franco Acosta
Franco Acosta Machado (Montevideo, 5 de marzo de 1996 - Pando,  6 de marzo de 2021) fue un futbolista uruguayo que jugaba en la posición de delantero centro.

## Causa de muerte
El 6 de marzo del año 2021 habría fallecido Franco Acosta tras intentar cruzar un arroyo nadando. Esto lo llevó a perder la vida; el cuerpo fue encontrado el 8 de marzo de 2021

## Trayectoria
Desde los trece años formó parte de todas las categorías inferiores del Centro Atlético Fénix y logró un buen rendimiento en cada una de ellas, lo que le permitió formar parte del proceso de la selección de Uruguay en juveniles.
A fines del 2013 fue ascendido al primer equipo de Capurro.
Debutó en primera el 23 de noviembre al ingresar en el minuto 54 ante Liverpool, su equipo perdió 1 a 0.
Comenzó el Torneo Clausura de 2014 como titular, en la victoria 2 a 1 ante El Tanque Sisley. Marcó su primer gol en la máxima categoría el 16 de febrero del mismo año ante Racing, partido que terminó 3 a 0 como visitantes.
Con 18 años fue transferido al Sporting Clube de Braga, a comienzos de julio viajó a Portugal para integrarse al equipo, junto a su compatriota Jonathan Rodríguez, de Peñarol. Pero el pase de Jonathan se cayó y volvió a Montevideo. El 17 de julio, firmó un contrato por 5 años con el club europeo.
En septiembre, sufrió un desgarro y volvió a Montevideo para recuperarse, y debido a que el TMS pertenecía a Fénix todavía, se integró al plantel. Fue cedido a préstamo desde Portugal hasta el final de la temporada.
Volvió a jugar el 28 de septiembre, ante Danubio, ingresó al minuto 67 y el partido terminó 0 a 0.
Mientras disputaba el Campeonato Sudamericano Sub-20 en Uruguay, se confirmó su fichaje por el Villarreal Club de Fútbol. Una vez finalizado el torneo, viajó a España para unirse, en principio, al filial Villarreal "B".
Debutó en Europa el 14 de marzo de 2015, ingresó al minuto 57 para jugar contra Hércules pero perdieron 1 a 0. Su primer gol en España fue el 28 de marzo contra Valencia Mestalla, pero perdieron 3 a 1.
Finalizó su primera temporada con 7 partidos jugados, todos como suplente y con un gol convertido.
Para la pretemporada 2015-16, fue invitado por el plantel absoluto a jugar partidos amistosos internacionales. Debutó con el primero de Villarreal el 26 de julio contra Olympique de Lyon, utilizó el dorsal 16 e ingresó al minuto 77 por Javier Espinosa y ganaron 2 a 0. El 15 de enero de 2018 llega cedido al Racing de Santander procedente del equipo castellonense.
El sábado 6 de marzo de 2021 desapareció tras intentar  cruzar nadando el Arroyo Pando, ubicado en el Departamento de Canelones, Uruguay junto a su hermano. El lunes 8 de marzo de 2021 las Autoridades Uruguayas confirmaron el fallecimiento de Franco Acosta producto del ahogamiento en el Arroyo Pando.

## Selección nacional
Participó del Sudamericano Sub-17 del 2013 representando a la selección de Uruguay, certamen en el que finalizó cuarto y goleador del mismo, logrando la clasificación al mundial. 
Fue convocado para jugar el Mundial Sub-17 del 2013 y a pesar de tener un buen rendimiento personal, Uruguay quedó eliminado en cuartos de final.
En el 2014, fue parte del proceso de la selección sub-20 de Uruguay conducida por Fabián Coito.
Debutó con esta categoría de la Celeste el 15 de abril ante Chile en el Domingo Burgueño de Maldonado, jugó como titular, anotó un gol y ganaron 3 a 0.
Viajó a Chile para jugar el Torneo Cuatro Naciones, contra las selecciones sub-20 de México, Chile y Colombia en carácter amistoso. Terminaron en tercer lugar luego de ganar el primer encuentro pero perder los dos restantes.
El 3 de enero de 2015 fue seleccionado para defender a Uruguay en el Campeonato Sudamericano Sub-20. Disputó 9 partidos, convirtió 4 goles, lograron el tercer puesto y clasificaron al Mundial Sub-20.
El 14 de mayo fue seleccionado para defender a Uruguay en la Copa Mundial Sub-20 de Nueva Zelanda.

### Participaciones en juveniles
| Competición              | Sede                   | Resultado        | Partidos | Goles |
| ------------------------ | ---------------------- | ---------------- | -------- | ----- |
| Sudamericano Sub-17 2013 | Argentina              | Cuarto puesto    | 8        | 8     |
| Mundial Sub-17 2013      | Emiratos Árabes Unidos | Cuartos de final | 5        | 4     |
| Sudamericano Sub-20 2015 | Uruguay                | Tercer puesto    | 9        | 4     |
| Mundial Sub-20 2015      | Nueva Zelanda          | Octavos de final | 4        | 1     |

| Detalle de partidos con la sub-20 | Detalle de partidos con la sub-20 | Detalle de partidos con la sub-20 | Detalle de partidos con la sub-20 | Detalle de partidos con la sub-20 | Detalle de partidos con la sub-20       | Detalle de partidos con la sub-20 | Detalle de partidos con la sub-20 | Detalle de partidos con la sub-20                         | Detalle de partidos con la sub-20 |
| N°                                | Rival                             | Resultado                         | Fecha                             | Lugar                             | Competencia                             | Goles                             | Asistencias                       | Ref.                                                      |                                   |
| --------------------------------- | --------------------------------- | --------------------------------- | --------------------------------- | --------------------------------- | --------------------------------------- | --------------------------------- | --------------------------------- | --------------------------------------------------------- | --------------------------------- |
| 1                                 | Chile                             | 3:0 (1:0)                         | 15 de abril de 2014               | Maldonado · Uruguay               | Amistoso                                | 90' (pen.)                        | -                                 | 1                                                         |                                   |
| 2                                 | Paraguay                          | 1:0 (1:0)                         | 20 de mayo de 2014                | Montevideo · Uruguay              | Amistoso                                | -                                 | -                                 | 2                                                         |                                   |
| 3                                 | Paraguay                          | 0:1 (0:1)                         | 22 de mayo de 2014                | Montevideo · Uruguay              | Amistoso                                | -                                 | -                                 | 3                                                         |                                   |
| 4                                 | México                            | 2:1 (2:0)                         | 8 de octubre de 2014              | Santiago · Chile                  | Torneo Cuatro Naciones                  | -                                 | -                                 | 4                                                         |                                   |
| 5                                 | Chile                             | 0:3 (2:0)                         | 10 de octubre de 2014             | Santiago · Chile                  | Torneo Cuatro Naciones                  | -                                 | -                                 | 5                                                         |                                   |
| 6                                 | Colombia                          | 0:2 (0:2)                         | 13 de octubre de 2014             | Santiago · Chile                  | Amistoso Torneo Cuatro Naciones         | -                                 | -                                 | 6                                                         |                                   |
| 7                                 | Federación Gaúcha                 | 1:2 (1:1)                         | 13 de noviembre de 2014           | Montevideo · Uruguay              | Amistoso                                | 38'                               | -                                 | 7                                                         |                                   |
| 8                                 | Paraguay                          | 1:0 (0:0)                         | 26 de noviembre de 2014           | Asunción Paraguay                 | Amistoso Cuadrangular internacional     | -                                 | -                                 | 8                                                         |                                   |
| 9                                 | Panamá                            | 2:0 (2:0)                         | 28 de noviembre de 2014           | Asunción Paraguay                 | Amistoso Cuadrangular internacional     | -                                 | -                                 | 9                                                         |                                   |
| 10                                | Panamá                            | 3:3 (0:2) (5:3 pen.)              | 30 de noviembre de 2014           | Asunción Paraguay                 | Amistoso Cuadrangular internacional     | -                                 | -                                 | 10                                                        |                                   |
| 11                                | Colombia                          | 1:0 (0:0)                         | 15 de enero de 2015               | Maldonado · Uruguay               | Campeonato Sudamericano Fase de grupos  | -                                 | -                                 | 11                                                        |                                   |
| 12                                | Brasil                            | 2:0 (1:0)                         | 17 de enero de 2015               | Maldonado · Uruguay               | Campeonato Sudamericano Fase de grupos  | -                                 | -                                 | 12                                                        |                                   |
| 13                                | Chile                             | 6:1 (3:0)                         | 21 de enero de 2015               | Maldonado · Uruguay               | Campeonato Sudamericano Fase de grupos  | 19' 46'                           | -                                 | 13                                                        |                                   |
| 14                                | Venezuela                         | 0:1 (0:1)                         | 23 de enero de 2015               | Maldonado · Uruguay               | Campeonato Sudamericano Fase de grupos  | -                                 | -                                 | 14                                                        |                                   |
| 15                                | Brasil                            | 0:0 (0:0)                         | 26 de enero de 2015               | Maldonado · Uruguay               | Campeonato Sudamericano Hexagonal final | -                                 | -                                 | 15                                                        |                                   |
| 16                                | Perú                              | 3:1 (1:0)                         | 29 de enero de 2015               | Maldonado · Uruguay               | Campeonato Sudamericano Hexagonal final | 28'                               | -                                 | 16                                                        |                                   |
| 17                                | Paraguay                          | 2:0 (2:0)                         | 2 de febrero de 2015              | Montevideo · Uruguay              | Campeonato Sudamericano Hexagonal final | 23'                               | -                                 | 17                                                        |                                   |
| 18                                | Colombia                          | 0:0 (0:0)                         | 4 de febrero de 2015              | Montevideo · Uruguay              | Campeonato Sudamericano Hexagonal final | -                                 | -                                 | 18                                                        |                                   |
| 19                                | Argentina                         | 1:2 (1:1)                         | 7 de febrero de 2015              | Montevideo · Uruguay              | Campeonato Sudamericano Hexagonal final | -                                 | -                                 | 19                                                        |                                   |
| 20                                | Honduras                          | 5:0 (3:0)                         | 13 de mayo de 2015                | Montevideo · Uruguay              | Amistoso                                | 74'                               | 86' a Nahitan Nández              | 20                                                        |                                   |
| 21                                | Panamá                            | 0:1 (0:0)                         | 20 de mayo de 2015                | Hamilton Nueva Zelanda            | Amistoso                                | -                                 | -                                 | 21                                                        |                                   |
| 22                                | Ucrania                           | 2:1 (0:0)                         | 24 de mayo de 2015                | Auckland Nueva Zelanda            | Amistoso                                | -                                 | -                                 | 22                                                        |                                   |
| 23                                | Serbia                            | 1:0 (0:0)                         | 31 de mayo de 2015                | Dunedin Nueva Zelanda             | Copa Mundial Fase de grupos             | -                                 | -                                 | 23 Archivado el 31 de mayo de 2015 en Wayback Machine.    |                                   |
| 24                                | México                            | 1:2 (0:0)                         | 3 de junio de 2015                | Dunedin Nueva Zelanda             | Copa Mundial Fase de grupos             | -                                 | -                                 | 26 Archivado el 27 de octubre de 2018 en Wayback Machine. |                                   |
| 25                                | Malí                              | 1:1 (1:1)                         | 6 de junio de 2015                | Hamilton Nueva Zelanda            | Copa Mundial Fase de grupos             | 16'                               | -                                 | 27                                                        |                                   |
| 26                                | Brasil                            | 0:0 (0:0) (4:5 pen.)              | 11 de junio de 2015               | Nueva Plymouth Nueva Zelanda      | Copa Mundial Octavos de final           | -                                 | -                                 | 28 Archivado el 27 de octubre de 2018 en Wayback Machine. |                                   |

## Estadísticas

### Clubes
Actualizado al 22 de septiembre de 2020.
Último partido citado: Juventud 1-0 Atenas
| Club                          | Div.          | Temporada     | Liga  | Liga  | Liga   | Copas nacionales | Copas nacionales | Copas nacionales | Copas internacionales | Copas internacionales | Copas internacionales | Total | Total | Total  |
| Club                          | Div.          | Temporada     | Part. | Goles | Asist. | Part.            | Goles            | Asist.           | Part.                 | Goles                 | Asist.                | Part. | Goles | Asist. |
| ----------------------------- | ------------- | ------------- | ----- | ----- | ------ | ---------------- | ---------------- | ---------------- | --------------------- | --------------------- | --------------------- | ----- | ----- | ------ |
| C. A. Fénix · Uruguay         | 1.ª           | 2013-14       | 12    | 2     | 1      | 0                | 0                | 0                | 0                     | 0                     | 0                     | 12    | 2     | 1      |
| C. A. Fénix · Uruguay         | 1.ª           | 2014-15       | 8     | 1     | 1      | 0                | 0                | 0                | 0                     | 0                     | 0                     | 8     | 1     | 1      |
| C. A. Fénix · Uruguay         | Total club    | Total club    | 20    | 3     | 2      | 0                | 0                | 0                | 0                     | 0                     | 0                     | 20    | 3     | 2      |
| Villarreal C. F. "B" · España | 2.ªB          | 2014-15       | 7     | 1     | 0      | 0                | 0                | 0                | 0                     | 0                     | 0                     | 7     | 1     | 0      |
| Villarreal C. F. "B" · España | 2.ªB          | 2015-16       | 18    | 3     | 0      | 0                | 0                | 0                | 0                     | 0                     | 0                     | 18    | 3     | 0      |
| Villarreal C. F. "B" · España | 2.ªB          | 2016-17       | 16    | 2     | 0      | 0                | 0                | 0                | 0                     | 0                     | 0                     | 16    | 2     | 0      |
| Villarreal C. F. "B" · España | 2.ªB          | 2017-18       | 15    | 2     | 0      | 0                | 0                | 0                | 0                     | 0                     | 0                     | 15    | 2     | 0      |
| Villarreal C. F. "B" · España | Total club    | Total club    | 56    | 8     | 0      | 0                | 0                | 0                | 0                     | 0                     | 0                     | 56    | 8     | 0      |
| Racing de Santander · España  | 2.ªB          | 2017-18       | 8     | 1     | 0      | 0                | 0                | 0                | 0                     | 0                     | 0                     | 8     | 1     | 0      |
| Racing de Santander · España  | Total club    | Total club    | 8     | 1     | 0      | 0                | 0                | 0                | 0                     | 0                     | 0                     | 8     | 1     | 0      |
| C. A. Boston River · Uruguay  | 1.ª           | 2018          | 4     | 0     | 0      | 0                | 0                | 0                | 0                     | 0                     | 0                     | 4     | 0     | 0      |
| C. A. Boston River · Uruguay  | Total club    | Total club    | 4     | 0     | 0      | 0                | 0                | 0                | 0                     | 0                     | 0                     | 4     | 0     | 0      |
| C. Plaza Colonia D. · Uruguay | 1.ª           | 2019          | 21    | 2     | 3      | 3                | 1                | 0                | 0                     | 0                     | 0                     | 24    | 3     | 3      |
| C. Plaza Colonia D. · Uruguay | Total club    | Total club    | 21    | 2     | 3      | 3                | 1                | 0                | 0                     | 0                     | 0                     | 24    | 3     | 3      |
| C. A. Atenas · Uruguay        | 2.ª           | 2020          | 7     | 0     | 0      | 0                | 0                | 0                | 0                     | 0                     | 0                     | 7     | 0     | 0      |
| C. A. Atenas · Uruguay        | Total club    | Total club    | 7     | 0     | 0      | 0                | 0                | 0                | 0                     | 0                     | 0                     | 7     | 0     | 0      |
| Total carrera                 | Total carrera | Total carrera | 116   | 14    | 5      | 3                | 1                | 0                | 0                     | 0                     | 0                     | 119   | 15    | 5      |

### Selecciones
Actualizado al 11 de junio de 2015.
Último partido citado: Brasil 0 - 0 Uruguay
| Sub-15 · Uruguay | 2011-12       | -  | -  | - | - | 10 | 2 | 10 | 2  |
| Sub-15 · Uruguay | Total sel.    | -  | -  | - | - | 10 | 2 | 10 | 2  |
| Sub-17 · Uruguay | 2012-13       | 8  | 8  | - | - | 12 | 2 | 20 | 10 |
| Sub-17 · Uruguay | 2013-14       | -  | -  | 5 | 4 | 1  | 0 | 6  | 4  |
| Sub-17 · Uruguay | Total sel.    | 8  | 8  | 5 | 4 | 13 | 2 | 26 | 14 |
| Sub-20 · Uruguay | 2013-14       | -  | -  | - | - | 3  | 1 | 3  | 1  |
| Sub-20 · Uruguay | 2014-15       | 9  | 4  | 4 | 1 | 10 | 2 | 23 | 7  |
| Sub-20 · Uruguay | Total sel.    | 9  | 4  | 4 | 1 | 13 | 3 | 26 | 8  |
| Total carrera    | Total carrera | 17 | 12 | 9 | 5 | 36 | 7 | 62 | 24 |
| 1. 2.            |               |    |    |   |   |    |   |    |    |

## Palmarés

### Distinciones individuales
| Distinción                            | Año     |
| ------------------------------------- | ------- |
| Trofeo Alberto Spencer                | 2013    |
| XI ideal del Sudamericano Sub-17      | 2013    |
| Mejor futbolista joven para el C.O.U. | 2013-14 |